# Рованіемі (аеропорт)
Аеропорт Рованіемі-Лапландія (фін. Rovaniemen lentoasema; (IATA: RVN, ICAO: EFRO)) — міжнародний аеропорт на півночі Фінляндії в регіоні Лапландія, розташований за 2 км від села Санта-Клауса та 8 км від центру міста Рованіемі. Північне полярне коло проходить прямо через північний край злітно-посадкової смуги. Третій за пасажиропотоком аеропорт Фінляндії,  більшість авіарейсів є сезонними і здійснюються в різдвяний період з кінця листопада до середини січня. Авіакомпанія МАУ виконувала сюди чартерні рейси з київського аеропорту Бориспіль. 
Має статус офіційного аеропорту Санта-Клауса. 

## Історія

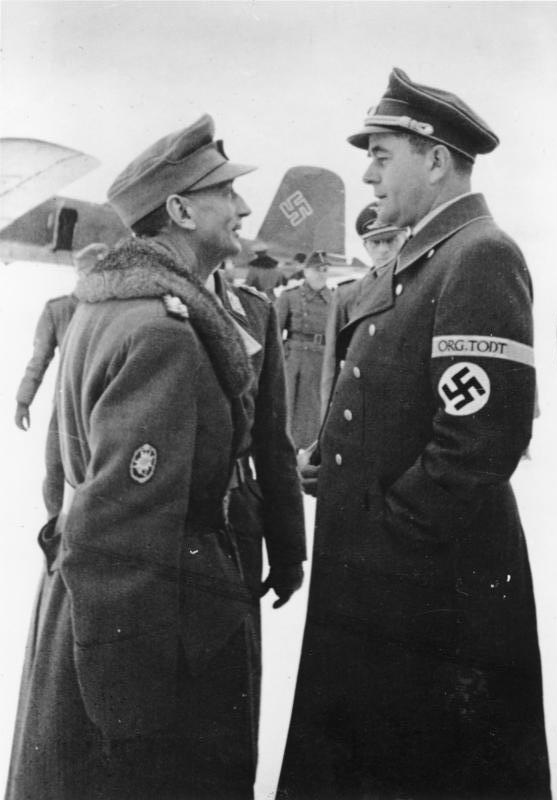
Едуард Дітль та Альберт Шпеер на аеродромі Рованіемі в 1944 році

У 1940 році в селі Сомерохар'ю біля Рованіемі було завершене будівництво двох трав'яних злітно-посадкових смуг, звідки компанія Aero Oy розпочала свою польотну діяльність. Під час Другої світової війни аеропорт Рованіемі служив головним аеропортом нацистських Люфтваффе та центром постачання в Лапландії.
- 1939: Розпочато будівництво аеродрому.
- 1940: Завершено будівництво двох трав'яних злітно-посадкових смуг. У червні того ж року Aero розпочала обслуговування за маршрутом Гельсінкі–Тампере–Вааса–Коккола–Оулу–Кемі–Рованіємі–Соданкіля–Петсамо. Час польоту з проміжними посадками складав 8,5 годин.
- 1948: Почалася відбудова зруйнованого війною аеродрому. Регулярне планове обслуговування починається в червні.
- 1953: Завершено будівництво третьої злітно-посадкової смуги, та будівлі управління повітряним рухом.
- 1961: Регіональне управління повітряним рухом північної Фінляндії переміщується з Кемі до Рованіемі.
- 1974: Аеропорт Хяме переміщується з Тіккакоскі до Рованіемі, і починає працювати як аеропорт Лапландії.
- 1981: Злітно-посадкова смуга подовжена до 3000 метрів.
- 1984: Здано в експлуатацію новий корпус управління повітряним рухом.
- 1992: Будівля нинішнього аеровокзалу завершена.
- 2000: Розширено будівлю аеропорту та введено в експлуатацію телетрапи.
- 2006: Завершено будівництво нової диспетчерської вежі.
- 2019: Завершено третю добудову будівлі аеропорту.

Надзвуковий літак Concorde відвідував Рованіємі тричі: в 1984, 1999 та 2000 роках. У 1999 році конкорди Air France та British Airways бували тут одночасно.
В аеропорту використовується система точного заходження на посадку ILS CAT II для злітно-посадкової смуги 21. Це дозволяє здійснювати посадку навіть за поганої погоди.

## Оператори аеропорту

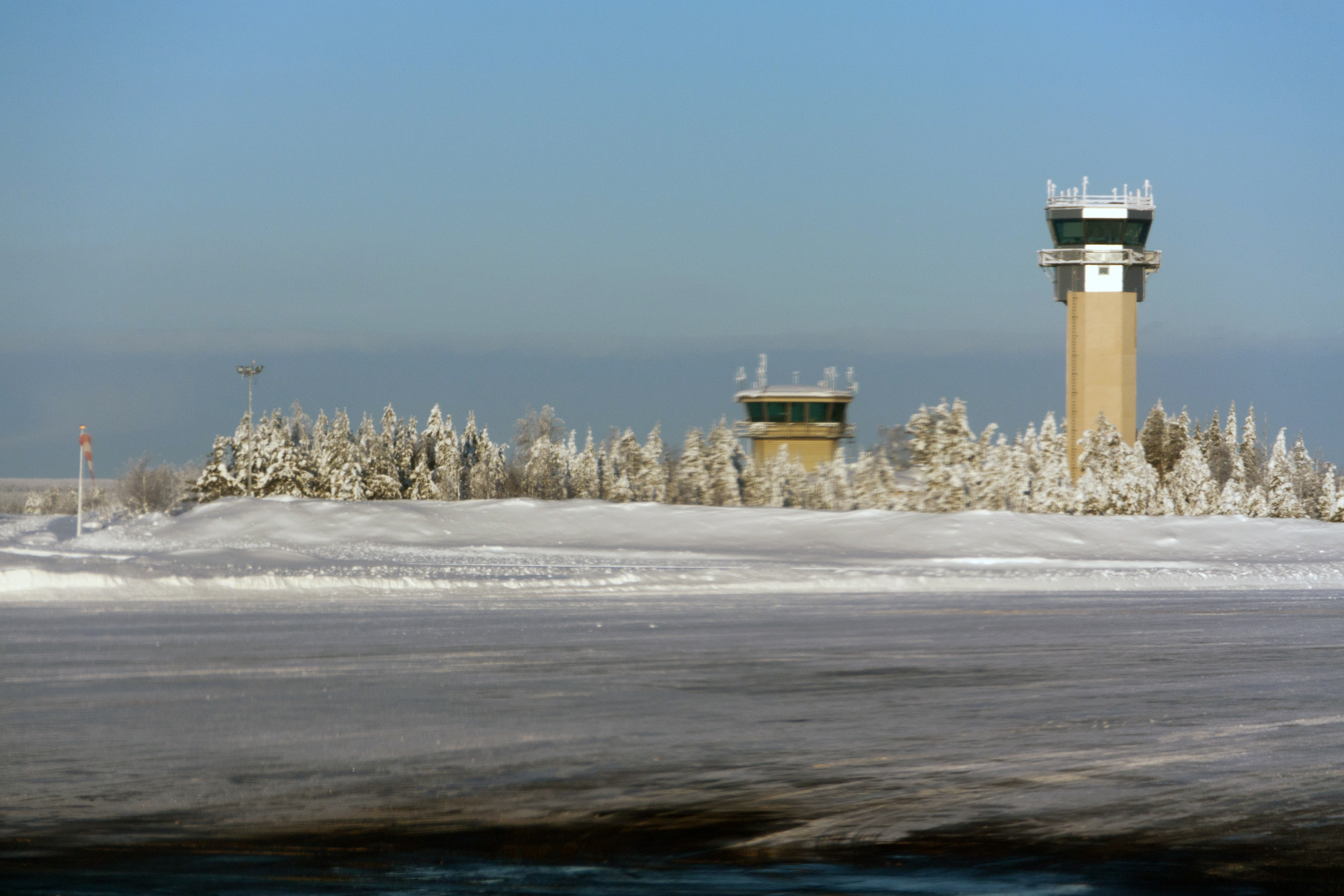
Зимовий аеропорт Рованіемі

Finavia (колишнє управління цивільної авіації) відповідальне за технічне обслуговування аеропорту, включаючи управління повітряним рухом, технічне обслуговування, рекомендації щодо польотів і багато функцій аеровокзалу. З 2016 року Finavia та Фонд Санта-Клауса визначили Рованіємі як офіційний аеропорт Санта-Клауса. Санта-парк і печера Санта-парку розташовані приблизно за 2 км від аеропорту вздовж шосе 4.Аеропорт Рованіемі є аеропортом спільної експлуатації цивільною та військовою авіацією.

### Сили оборони
В аеропорту базуються Військово-повітряні сили Фінляндії, основною технікою яких є винищувачі Hornet (F-18).

### Прикордонні сили
В аеропорту функціонує патрульна ескадрилья Прикордонної охорони Фінляндії.

### Інші

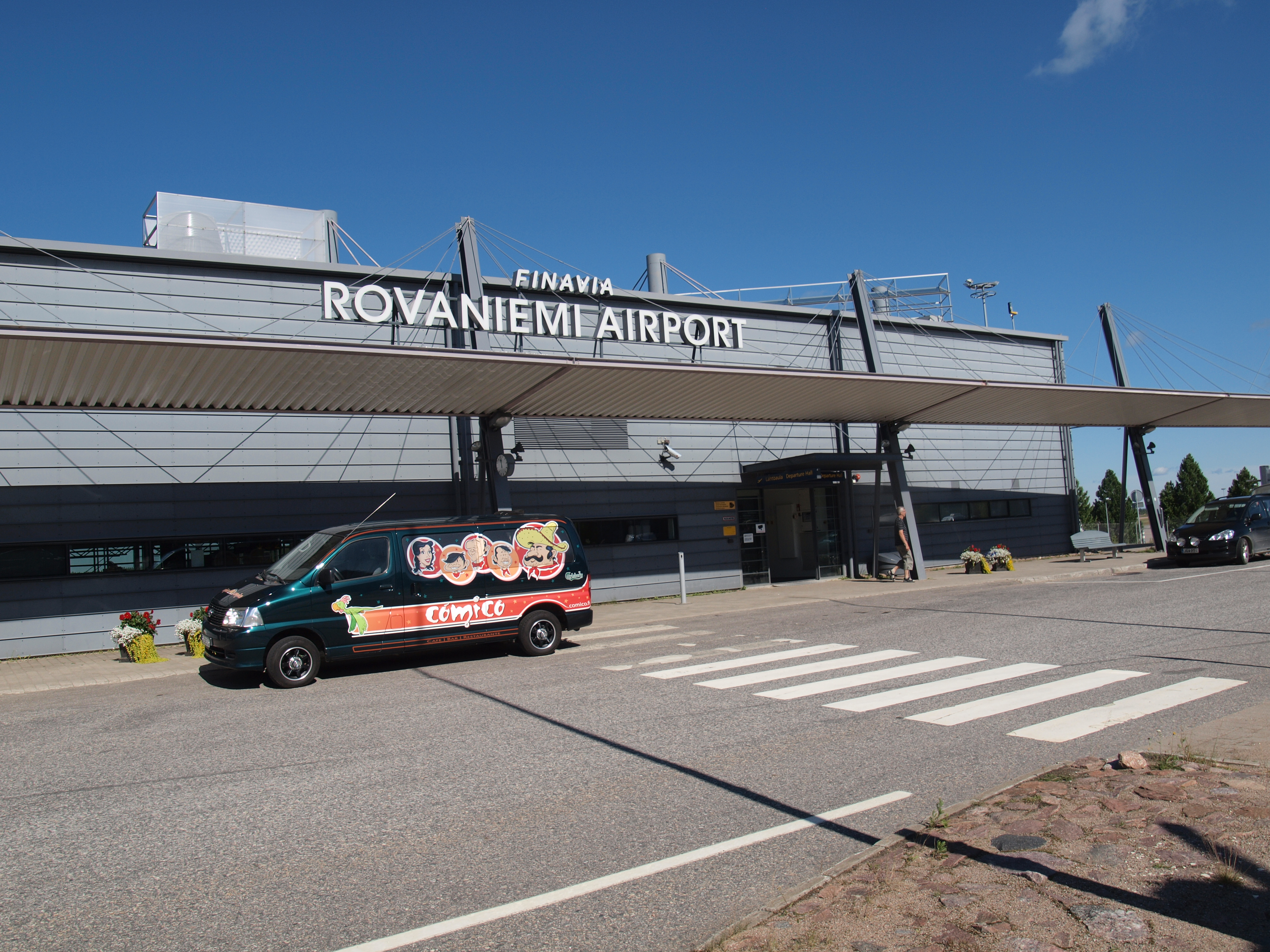
Екстер'єр терміналу Рованіемі, серпень 2014

- Фінський метеорологічний інститут, авіаційна та військова служба погоди
- FinnHEMS, обслуговування медичних вертольотів
- Shell, розподіл палива
- Airpro Oy, вантажні послуги
- SSP Finland, ресторанні послуги
- Подарунок полярного кола, магазин сувенірів та місцевих продуктів
- Avis, компанія з прокату автомобілів
- Europcar, компанія з прокату автомобілів
- Hertz, компанія з прокату автомобілів
- Sixt, компанія з прокату автомобілів
- Finn-Rent, компанія з прокату автомобілів
- Green Motion, компанія з прокату автомобілів

## Транспортне сполучення
Крім таксі до міста можна дістатися автобусами Airportbus і Santa's Express. Маршрути проходять через автовокзал і найбільші готелі. Дорога до центру Рованіємі та від центру до аеропорту займає близько 15-20 хвилин.
Аеропорт має регулярне автобусне сполучення з Нуоргам, Карігасніемі, Інарі , Івало, Сааріселя, Соданкюля, Луосто, Пюхятунтурі, Кеміярві, Салла, Савукоскі та Пелкосенніемі. Від автовокзалу Рованіємі можна дістатися до центрів Західної Лапландії  Леві, Юлляс, Олос, Паллас і Кілпіс'ярві.
Автобуси перевозять пасажирів до або з міста Рованіємі та його околиць в зручний час для прильотів і вильотів літаків. Санта-експрес ходить до центру  відповідно до оприлюдених графіків.
Більшість пасажирів подорожують до Рованіемі з Європи, в основному із Великої Британії, щоб у різдвяній атмосфері побачити Санта-Клауса, Полярне сяйво, красу зимової північної природи. Багато рейсів є одноденними, коли  туристи (переважно сім’ї з маленькими дітьми) прибувають вранці та повертаються додому ввечері того самого дня. З аеропорту Рованіемі також зручно добиратися до гірськолижних курортів.

## Авіакомпанії та напрямки

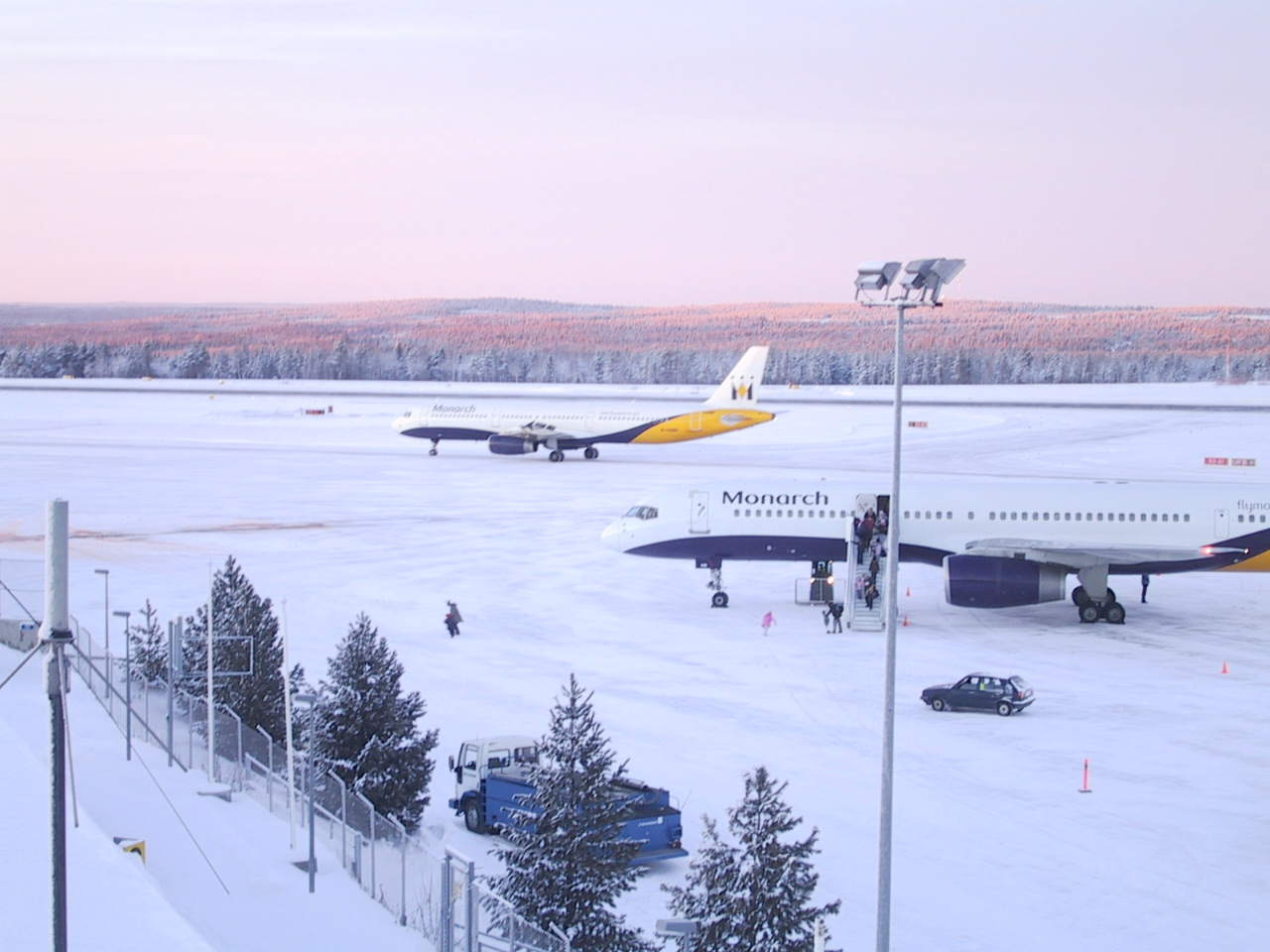
Зимове сонцестояння, аеропорт Рованіемі, 2004 р.

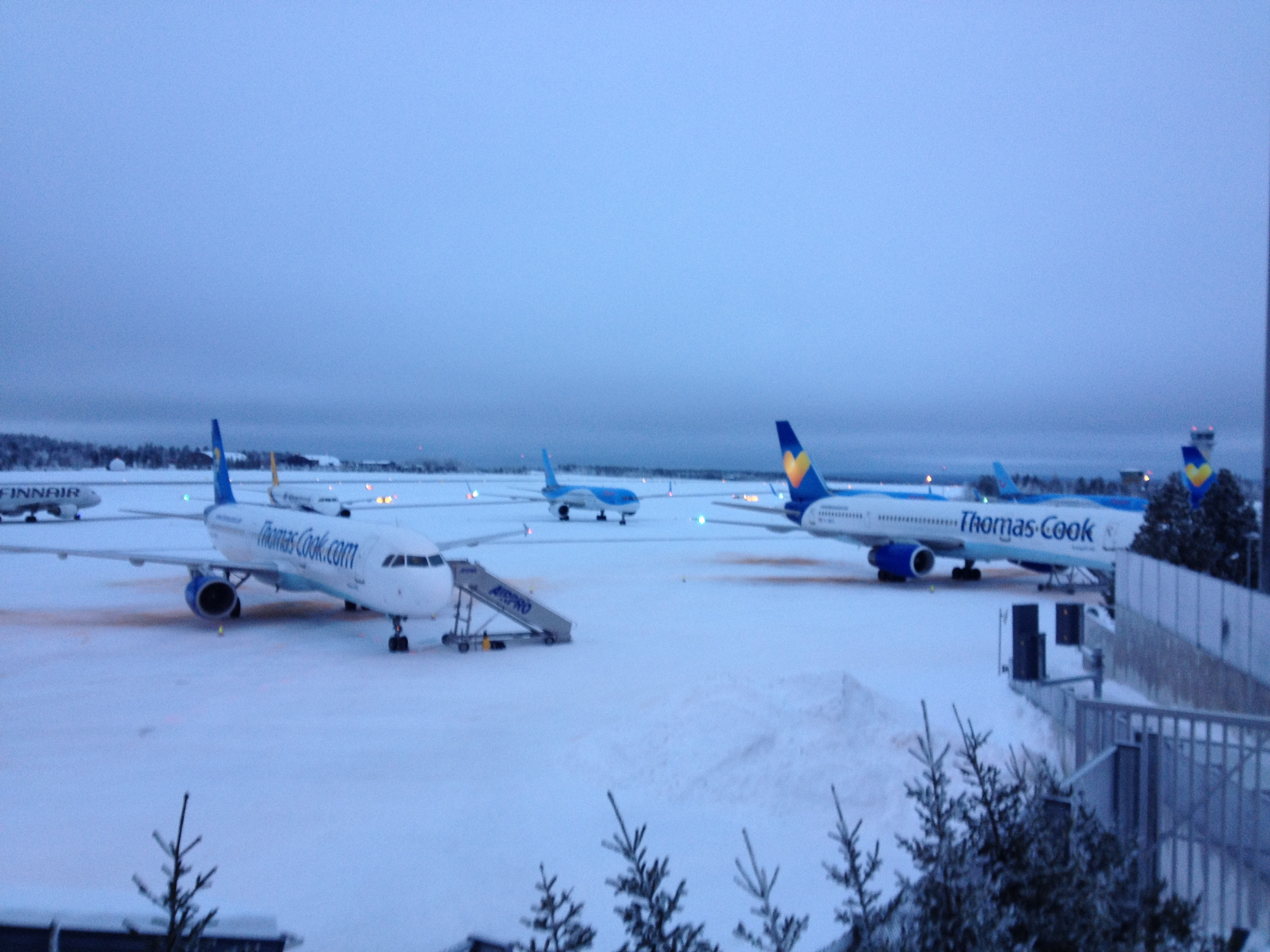
Різдвяний ажіотаж в аеропорту Рованіемі, 2013 р.

Інформація станом на жовтень 2022 року
| Авіакомпанія          | Пункт призначення                                                                                        |
| --------------------- | --- |
| Aer Lingus            | Сезонний чартер: Корк, Дублін, Шеннон                                                                    |
| Air France            | Сезонний: Париж — Шарль де Голль                                                                         |
| easyJet               | Сезонний: Бристоль (початок 18 листопада 2022), Лондон-Гатвік, Манчестер (відновлення 19 листопада 2022) |
| Edelweiss Air         | Сезонний чартер: Цюрих                                                                                   |
| Enter Air             | Сезонний чартер: Катовиці, Познань                                                                       |
| Eurowings             | Сезонний чартер: Дюссельдорф                                                                             |
| Finnair               | Гельсінкі                                                                                                |
| Jet2.com              | Сезонний чартер:: Дублін, Манчестер                                                                      |
| KLM                   | Сезонний чартер: Амстердам-Схіпгол (початок 3 грудня 2022)                                               |
| LOT Polish Airlines   | Сезонний чартер:: Варшава-Шопен                                                                          |
| Norwegian Air Shuttle | Гельсінкі                                                                                                |
| Ryanair               | Сезонний чартер: Брюссель-Шарлеруа, Дублін, Лондон-Станстед (всі починаються з 30 жовтня 2022)           |
| Transavia             | Сезонний чартер: Амстердам-Схіпгол, Роттердам/Гаага                                                      |
| TUI Airways           | Сезонний чартер: Бірмінгем, Бристоль, Лондон-Гатвік, Манчестер, Ньюкасл-апон-Тайн                        |
| Turkish Airlines      | Сезонний: Стамбул                                                                                        |

## Статистика

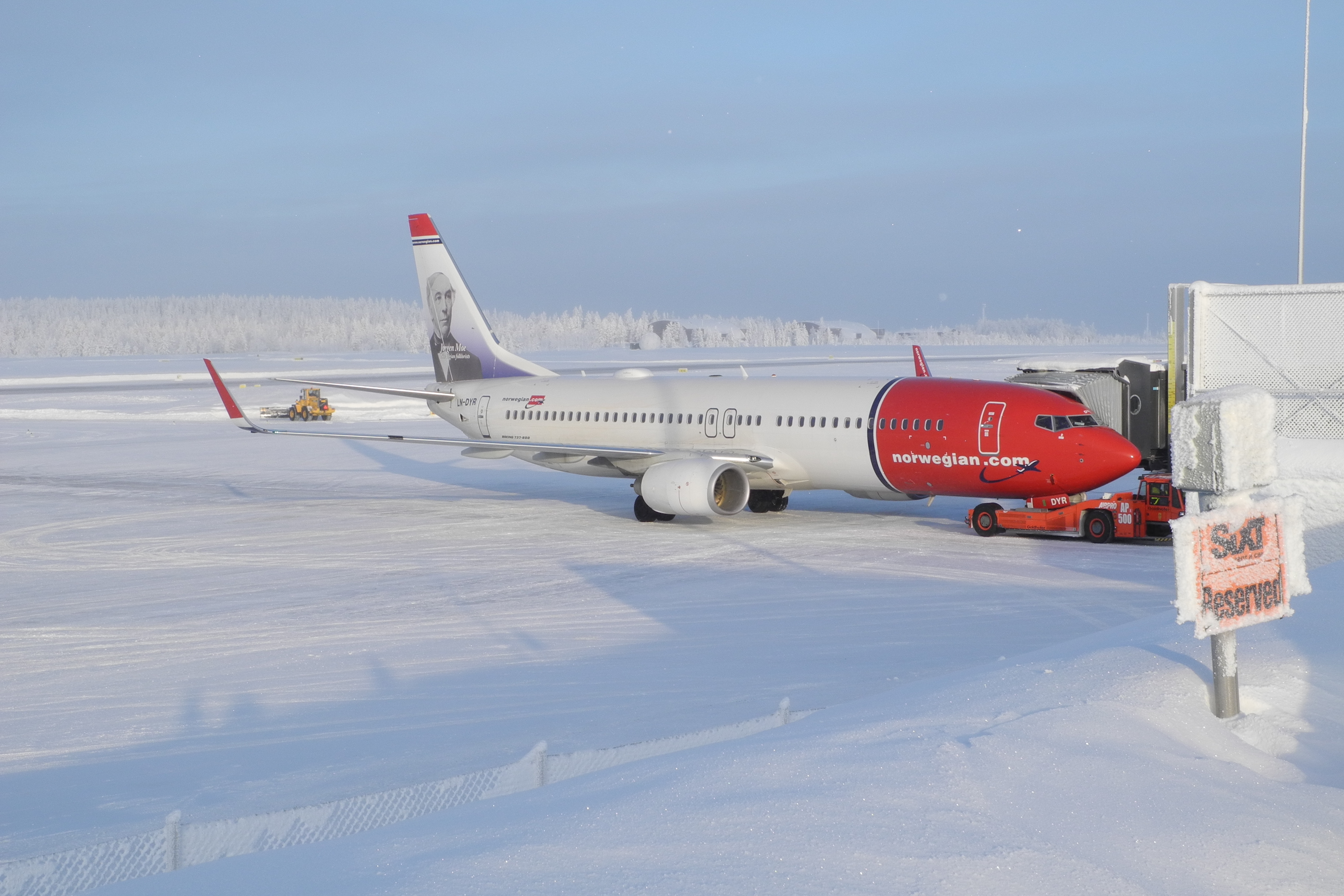
Літак Boeing 737-8JP авіакомпанії Norwegian Air Shuttle в засніженому аеропорту Рованіемі

Див. джерело запитів Вікіданих та джерела.
| Рік  | Внутрішні пасажири | % зміни | Міжнародні пасажири | % зміни | Всього пасажирів | % зміни |
| 1998 | 286,548            | 0 ▬     | 41,104              | 0 ▬     | 327,652          | 0 ▬     |
| 1999 | 294,110            | 2.6 ▲   | 52,316              | 27.3 ▲  | 346,426          | 5.7 ▲   |
| 2000 | 288,343            | -2.0 ▼  | 55,790              | 6.6 ▲   | 344,133          | -0.7 ▼  |
| 2001 | 280,407            | -2.8 ▼  | 71,637              | 28.4 ▲  | 352,044          | 2.3 ▲   |
| 2002 | 257,043            | -8.3 ▼  | 83,061              | 15.9 ▲  | 340,104          | -3.4 ▼  |
| 2003 | 277,859            | 8.1 ▲   | 87,039              | 4.8 ▲   | 364,898          | 7.3 ▲   |
| 2004 | 289,145            | 4.1 ▲   | 105,405             | 21.1 ▲  | 394,550          | 8.1 ▲   |
| 2005 | 295,205            | 2.1 ▲   | 89,317              | -15.3 ▼ | 384,522          | -2.5 ▼  |
| 2006 | 330,910            | 12.1 ▲  | 101,372             | 13.5 ▲  | 432,282          | 12.4 ▲  |
| 2007 | 348,275            | 5.2 ▲   | 101,661             | 0.3 ▲   | 449,936          | 4.1 ▲   |
| 2008 | 308,870            | -11.3 ▼ | 91,697              | -9.8 ▼  | 400,567          | -11.0 ▼ |
| 2009 | 245,963            | -20.4 ▼ | 63,642              | -30.6 ▼ | 309,605          | -22.7 ▼ |
| 2010 | 246,464            | 0.2 ▲   | 63,244              | -0.6 ▼  | 309,708          | 0.0 ▬   |
| 2011 | 329,990            | 33.9 ▲  | 66,835              | 5.7 ▲   | 396,825          | 28.1 ▲  |
| 2012 | 345,763            | 4.8 ▲   | 58,129              | -13.0 ▼ | 403,892          | 1.8 ▲   |
| 2013 | 363,670            | 5.2 ▲   | 63,697              | 9.6 ▲   | 427,367          | 5.8 ▲   |
| 2014 | 376,183            | 3.4 ▲   | 68,378              | 7.3 ▲   | 444,561          | 4.0 ▲   |
| 2015 | 404,712            | 7.6 ▲   | 73,635              | 7.7 ▲   | 478,347          | 7.6 ▲   |
| 2016 | 397,799            | -1.7 ▼  | 90,058              | 22.3 ▲  | 487,857          | 2.0 ▲   |
| 2017 | 455,589            | 14.5 ▲  | 123,881             | 37.6 ▲  | 579,470          | 18.8 ▲  |
| 2018 | 512,033            | 12.4 ▲  | 132,111             | 6.6 ▲   | 644,144          | 11.2 ▲  |
| 2019 | 540,467            | 5.6 ▲   | 120,657             | -8.7 ▼  | 661,124          | 2.6 ▲   |
| 2020 | 219,259            | -59.4 ▼ | 48,863              | -59.5 ▼ | 268,122          | -59.4 ▼ |
| 2021 | 198,119            | -9.7 ▼  | 56,860              | 16.4 ▲  | 254,979          | -4,9 ▼  |
| ---- | ------------------ | ------- | ------------------- | ------- | ---------------- | ------- |